# Система ведучих зірок
Система ведучих зірок (жарг. система) — передній набір зірок велосипеда, розташований на валу каретки, частини велосипедної трансмісії. Служить для перетворення поступального руху ніг велосипедиста в обертальний і зміни передавального відношення (при наявності відповідного пристрою перемикання передач).
Кривошипи, за якими в велосипедному середовищі закріпилася назва шатунів, з'єднують осі педалей з віссю каретки. Зірки прикріплюються, як правило, до правого шатуна. Існують системи як з незнімними зірками, так і поставлені окремо від зірок.

## Класифікація
Найчастіше зустрічаються такі види системː
За сферою застосування:
- MTB системи
- DH (англ. DownHill) системи
- шосейні системи
- системи для дорожніх велосипедів

За принципом роботи механізму перемикання передач:
- системи з декількома зірками
- планетарні системи

За кількістю зірок:
- З однією зіркою
- З двома зірками («двійники»)
- З трьома зірками («трійники»)

Зазвичай зірки кріпляться до шатунів за допомогою трьох-шести болтів. Елемент системи, до якого прикріплюються зірки, часто іменується «павуком», через форму, що нагадує розчепірені на всі боки «лапи». Відповідно до кількості кріпильних отворів, системи іменуються «трьохлапками», «чотирьохлаками» і так далі.

### Можливість заміни зірок
Знімні зірки дозволяють замінити їх у разі зносу або пошкодження. Також це дозволяє встановлювати зірки з різною кількістю зубів для різних умов, змінюючи таким чином передавальне відношення. У системах для недорогих велосипедів зірки часто виконані незнімними.

## Стандарти та розміри

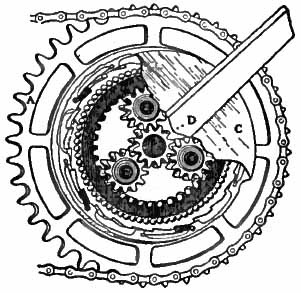
Одна з перших «систем» з планетарним механізмом перемикання передач (2 швидкості), з Encyclopædia Britannica 1911 року (Vol. 3, p. 916)

### Посадочні діаметри зірок
Посадковий діаметр зірки (англ. Bolt circle diameter (BCD)) — діаметр окружності на якій розташовані болти, що закріплюють зірку (жарг. бонки).
| Система — «чотирьохлапка» | Система — «чотирьохлапка»           | Система — «чотирьохлапка» |
| Стандарт BCD, мм          | найменше число зубців великої зірки | приклад реалізації        |
| ------------------------- | ----------------------------------- | ------------------------- |
| 104/64                    | 30                                  | Shimano XTR M960          |
| 120/80                    | 38                                  | SRAM 2x10 и 3x10          |
| Система — «п'ятилапка»    |                                     |                           |
| 130/74                    | 38                                  | Truvativ Touro 3.0        |
| 110/74 (Compact)          | 33                                  | Truvativ Touro 2.0        |

### Стандарти кріплення до валу каретки
Існують різні стандарти кріплення системи до валу каретки:
- з'єднання «на клинах», раніше широко застосовувалося на більшості велосипедів;
- з'єднання «під квадрат» кількох різновидів (JIS, ISO, JISLP);
- зубчасте з'єднання, також зустрічається в різних виконаннях (Shimano Octalink, ISIS і ін.).

У деяких випадках вал каретки і один з шатунів виготовляються нероз'ємними. Існують також системи, в яких обидва шатуна утворюють з валом єдину деталь (зустрічаються, наприклад, в BMX).

### Довжина шатунів
Довжина шатуна повинна бути пропорційна довжині ніг велосипедиста. Щоб два велосипедиста різного зросту, у верхній точці амплітуди, піднімали ногу на один і той же кут, у них повинні бути встановлені шатуни різної довжини. Найбільшу популярність на ринку отримали шатуни від 160 до 180 мм. Хоча оптимальне співвідношення антропометрії спортсмена і довгі шатуни підбираються дослідним шляхом, орієнтовні рекомендації можна отримати з довідників і калькуляторів, дані яких вказані в таблиці:
| Довжина ноги (по внутрішній частині), мм | Довжина шатуна, мм |
| ---------------------------------------- | ------------------ |
| 700-720                                  | 160                |
| 720-760                                  | 165                |
| 760-800                                  | 168                |
| 800-840                                  | 170                |
| 840-870                                  | 172                |
| 870-910                                  | 175                |
| 910-945                                  | 177                |
| >945                                     | 180                |

## Додаткові елементи систем
На велосипедах для МТБ часто на системи встановлюється захисне кільце з алюмінію або пластику, зване рокринг, башрінг або башгард (від англ. Bashguard), що охороняє зірки від пошкодження при ударах. Найчастіше це кільце встановлюється замість найбільшої зірки системи.
Також додаткові пристосування можуть бути призначені для запобігання злітання ланцюга або захисту від попадання одягу між ланцюгом і зірками.
Спеціальні системи з тензодатчиками можуть застосовуватися для вимірювання потужності, що додається при педалюванні.